# Antonio Hernández Gallegos
Antonio Hernández Gallegos (* 4. Juni 1912 in El Lobo; † 22. Oktober 1973) war ein mexikanischer Geistlicher und römisch-katholischer Bischof von Tabasco.

## Leben
Antonio Hernández Gallegos empfing am 11. April 1936 das Sakrament der Priesterweihe.
Am 24. Februar 1967 ernannte ihn Papst Paul VI. zum Bischof von Tabasco. Der Apostolische Delegat in Mexiko, Erzbischof Luigi Raimondi, spendete ihm am 11. Mai desselben Jahres die Bischofsweihe; Mitkonsekratoren waren der Bischof von Aguascalientes, Salvador Quezada Limón, und der Bischof von Ciudad Altamirano, Juan Navarro Ramírez.